# Nabil Yaâlaoui
Nabil Yaâlaoui (Maghnia, 1 mei 1987) is een Algerijns voetballer die bij voorkeur als middenvelder speelt. Hij verruilde in juli 2014 MC Alger voor CRB Aïn Fakroun, dat op dat moment net uit de Algerian Championnat National was gedegradeerd. 